# Гільзейське князівство

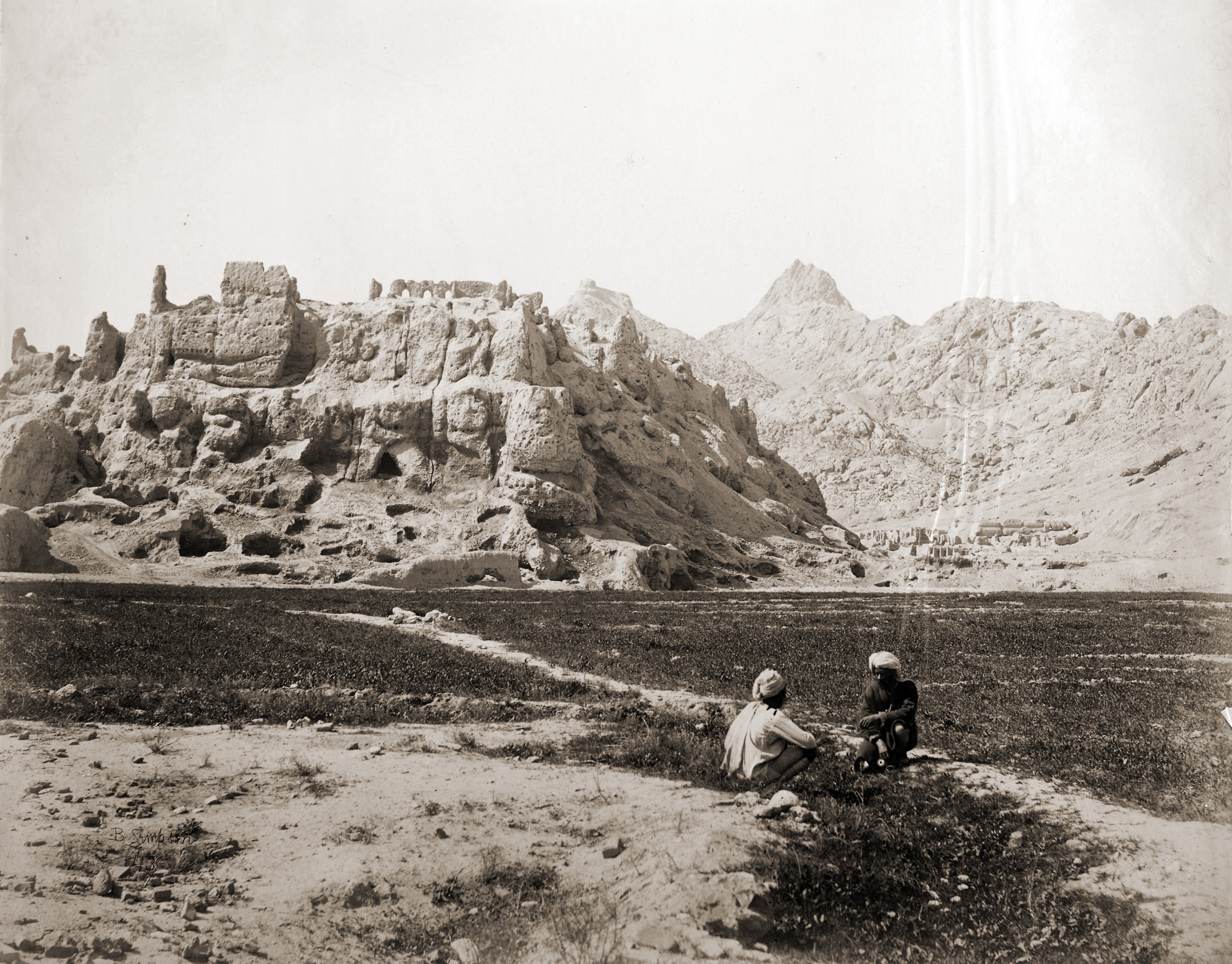
Руїни цитаделі у столиці Гільзейского ханства, м. Старий Кандагар (англ. Old Kandahar) у 1881

Гільзейське князівство — феодальна держава, що існувала на території Афганістану у XVIII—XIX ст. Ханство зі столицею у Кандагарі було створене пуштунами (плем'я гільзаї). Воно відділилося від Персії у 1709 році внаслідок повстання. У 1737 році ханство було зруйноване іранським шахом Надером.

## Історія
Зародження феодальних відносин серед пуштунських племен створило передумови для утворення нової держави. Перші афганські ханства на племенній основі почали відігравати помітну політичну роль із XVI—XVII ст. на тлі кризи імперії Великих Моголів і феодальних міжусобиць у Середній Азії. З середини XVII ст. племена абдалі (Герат) і гільзаїв (Кандагар) опинилися під владою сефевідського Ірану. На початку XVIII ст., гільзаї на чолі з Мір Вайсом проголосили Кандагар центром незалежної держави і атакували Іран, де син Мір Вайса — Мір Махмуд захопив Ісфахан і проголосив себе у 1722 році шаханшахом (царем царів). До 1729 року, коли Надер-шах знову посадив на трон шаха Тахмаспа, афганські ватажки, змінюючи один одного у міжусобних сутичках, перебували в Ісфахані. Проте врешті-решт, через протиріччя між племенами увесь Афганістан увійшов до держави Надер-шаха.

## Правителі
Південний Афганістан. Столиця Старий Кандагар, що розташована в 6 милях до південно-західного регіону від майбутньої столиці Кандагарського ханства міста Кандагар.
- Мір Вайс Гільзай (1709—1715).
- Мір Абд ул-Азиз-шах, брат (1715—1716).
- Мір Махмуд, син 1 (1716—1725, шах Ирану в Ісфахані з 1722).
- Хусайн Султан-шах, брат (1725—1738).
- Мір Ашраф Шах, кузен (шах Ірану 1725—1729).
- 1738 — завоювання Надер-шахом[1].